# Paula Rego
Paula Rego (Lisboa, 26 de gener de 1935- Londres, 8 de juny de 2022) fou una pintora portuguesa.

## Biografia
Entre 1945 i 1951, va estudiar a la St. Julian's School de Carcavelos. Més endavant va estudiar a Londres a la Slade School entre 1952 i 1956, on coneix el seu marit Victor Willing, també pintor. Entre 1963 i 1975 Regos viu entre Londres i Portugal. Aquest és el període més productiu i més important de la seva vida, i el que li dona més reconeixement internacional. El 1983, Paula Rego esdevé professora de la Slade School of Art. El 1988 la Fundació Gulbenkian fa una retrospectiva de la seva obra a Lisboa i la Serpentine Gallery a Londres. El 1990 entra en la National Gallery de Londres com artista associada. Les seves obres, exposades freqüentment, són ben rebudes per la crítica especialitzada.

## Exposicions i retrospectives rellevants
- Museu Nacional Centre d'Art Reina Sofia, Madrid
- Tate Liverpool, Liverpool
- Centre Cultural de Belem, Belem (Portugal)